# Église Saint-Roch de Pontcarré
L’église Saint-Roch est  située à Pontcarré dans le département français de Seine-et-Marne, en région Île-de-France.

## Historique
Sous son aspect actuel, l'édifice remonte à la fin du XVIIe siècle. Il est de style classique (ou byzantin, selon les sources).
Vers le milieu du XVe siècle, seule une chapelle érigée par un soldat guéri de la peste en l'honneur de Saint-Roch, existait à Pontcarré.
En 1668, l’édifice devient trop petit pour recevoir fidèles et pèlerins et de plus, le chœur tombe en ruine. Devant cette situation, les 266 habitants de la commune, forte de 47 feux, adressent une requête à l'archevêque de Paris (Hardouin de Péréfixe de Beaumont) et obtiennent l'autorisation de quêter et de rebâtir  leur chapelle sur des dimensions plus importantes.
Ces travaux eurent pour conséquences malheureusement, la disparition  de traces historiques telles que les armes mi-partie des Camus et Sanguin, ainsi qu’une litre funéraire sur laquelle figuraient les armes de Camus et de Pincé.
On déplore également la destruction d’une tombe de pierre avec le portrait d'un homme armé, avec cette épitaphe « Ci gît Christophe Camus, écuyer, seigneur de Tord, fils aîné de Messire Geoffroy Camus, seigneur de Pontcarré, conseiller du roi en son conseil d'Etat, âgé de 22 ans, atteint de maladie devant le siège de Laspère, choisit ce lieu pour y déposer ses cendres, 8 décembre 1596 ».
Depuis 1884, où d'importants travaux furent entrepris par Monsieur Leloir, maire de la commune, et dans la continuité :
- Réfection des toitures en 1911 et 1987 et ravalement complet par le Conseil municipal.
- Remise de la grande porte dans son style primitif en 1914.
- Rétablissement des abat-sons du clocher en 1990.
- Rénovation des vitraux et création de celui du narthex, du portail, de la rosace et des 2 sacristies en 1995.
- Installation d'un coq neuf, surmonté d'un dispositif anti-foudre en 2002[1].

C'est à l’occasion de travaux d’ assainissement des fondations en 2003 que l'on découvre que les piliers du chœur sont en fait des troncs d'arbre habillés de plâtre
, pratique architecturale  inconnue en Ile-de-France.

## Rattachement
L'église fait partie d'une paroisse du pôle missionnaire de Pontault-Combault qui est rattachée au diocèse de Meaux.

## Architecture
L'édifice est constitué d'une avant-nef de 2 vaisseaux d'une travée et d'une nef de 3 vaisseaux de 3 travées. Le chœur est formé d'une travée droite et d'une abside semi-circulaire, encadré de deux petites pièces annexes.
Le portail cintré de la façade est orné d'une clé d'arc moulurée. 
Il est surmonté d'un fronton à ressaut central, décoré par 2 pilastres  à frise et décoré d'une croix pattée en léger relief.
La tour-clocher couvert en bâtière. est de plan carré, à corniche et ressauts, avec un  horloge circulaire sur sa baie ouest. La toiture de la nef est à double pente.

## Vitraux  et mobilier
Les vitraux du chœur représentent 3 épisodes de la vie de Saint-Roch. Au centre, le saint guérit un malade atteint de la peste ; à droite, il reçoit de son chien Roquet sa nourriture quotidienne ; à gauche, Saint-Roch mourant, reçoit la visite du prêtre et communie de ses mains. 
La pose de ces vitraux a été exécutée en 1884, sur la commande de Monsieur le chanoine Rouiller.
Les vitraux de la nef illustrent de scènes de la vie du Christ, sauf un consacré à Saint Vincent de Paul, recueillant un nourrisson.
Au-dessus du maître-autel, du côté de l'épître (côté droit), se trouve une statue en bois de saint Roch du XVe siècle. Le Saint est représenté en pèlerin avec son bourdon et sa panetière bénis et accompagné de son chien. La coquille de Saint-Jacques, signe de reconnaissance du pèlerinage de Saint-Jacques-de-Compostelle, ornent son chapeau et son manteau.

## Relique de saint Roch
C’est en 1668 que le père Claude Fournet, vicaire général de l'ordre de la Sainte Trinité, fit don du reliquaire à l’église de Pontcarré. 
Une inscription sur une pierre (h : 62 cm ; l : 49 cm) placée à l'entrée de l’édifice, à droite au-dessus du bénitier, commémore l’évènement :
L'AN 1661 LE PAPE ALEXANDRE VI!

ACCORDA A PERPETUITE INDULGENCE

PLENIERE A LA CONFRERIE DE ST

ROCH ERIGEE EN CETTE EGLISE

QUE LE R.P. CLAUDE FOURNET
 
VICAIRE GENERAL DE L'ORDRE DE LA
 
TRES S. TRINITE ENRICHÎT L'AN 1668.
 
D, UNE PRETIEUSE RELIQUE DU MEME ST
 
ROCH, LAQUELLE Mre HARDOIN DE
 
PEREFDŒ ARCHEVEQUE DE PARIS VÎNT
 
LUY MEME RECEVOIR ET EXPOSER A
 
LA VENERAON DES FIDELES IL
 
PERMIT AUSSI (CE QUE Mre FRANÇOIS DE
 
HARLAY SON SUCCESSEUR A DEPUIS
 
RATIFIE) QU'ON CELEBRAST. DESORMAIS
 
TOUS LES ANS SÇAVOÎR LE DIMANCHE
 
D'APRES LA FESTE DE STjEAN BAPT.
 
LA MEMOIRE DE CETTE BIENHEUREUSE 

SUSCEPTION.